# LAMP5
LAMP5 (англ. Lysosomal associated membrane protein family member 5) – білок, який кодується однойменним геном, розташованим у людей на короткому плечі 20-ї хромосоми. Довжина поліпептидного ланцюга білка становить 280 амінокислот, а молекулярна маса — 31 472.
| 10         |  | 20         |  | 30         |  | 40         |  | 50         |
| ---------- |  | ---------- |  | ---------- |  | ---------- |  | ---------- |
| MDLQGRGVPS |  | IDRLRVLLML |  | FHTMAQIMAE |  | QEVENLSGLS |  | TNPEKDIFVV |
| RENGTTCLMA |  | EFAAKFIVPY |  | DVWASNYVDL |  | ITEQADIALT |  | RGAEVKGRCG |
| HSQSELQVFW |  | VDRAYALKML |  | FVKESHNMSK |  | GPEATWRLSK |  | VQFVYDSSEK |
| THFKDAVSAG |  | KHTANSHHLS |  | ALVTPAGKSY |  | ECQAQQTISL |  | ASSDPQKTVT |
| MILSAVHIQP |  | FDIISDFVFS |  | EEHKCPVDER |  | EQLEETLPLI |  | LGLILGLVIM |
| VTLAIYHVHH |  | KMTANQVQIP |  | RDRSQYKHMG |  |            |  |            |

A: Аланін

C: Цистеїн

D: Аспарагінова кислота

E: Глутамінова кислота

F: Фенілаланін

G: Гліцин

H: Гістидин

I: Ізолейцин

K: Лізин

L: Лейцин

M: Метіонін

N: Аспарагін

P: Пролін

Q: Глутамін

R: Аргінін

S: Серин

T: Треонін

V: Валін

W: Триптофан

Задіяний у такому біологічному процесі, як альтернативний сплайсинг. 
Локалізований у клітинній мембрані, мембрані, клітинних відростках, цитоплазматичних везикулах, ендосомах.